# Níkovice
Níkovice (německy Nikowitz) jsou vesnice, část obce Hrejkovice v okrese Písek v Jihočeském kraji. Nachází se asi 1,5 kilometru severovýchodně od Hrejkovic. Níkovice jsou také název katastrálního území o rozloze 2,79 km².

## Historie
První písemná zmínka o vesnici pochází z roku 1488. Vesnice se dříve jmenovala Ninkovice nebo Minkovice. Byla majetkem milevského kláštera a později do roku 1581 náležela ves k zvíkovskému panství Švamberků. V tomto roce prodal Kryštof ze Švamberka ves pánům z Hodějova a byla přičleněna k milevskému panství.
Sbor dobrovolných hasičů byl založený roku 1899.

## Obyvatelstvo
| Rok            | 1869 | 1880 | 1890 | 1900 | 1910 | 1921 | 1930 | 1950 | 1961 | 1970 | 1980 | 1991 | 2001 | 2011 | 2021 |
| -------------- | ---- | ---- | ---- | ---- | ---- | ---- | ---- | ---- | ---- | ---- | ---- | ---- | ---- | ---- | ---- |
| Počet obyvatel | 266  | 250  | 255  | 232  | 236  | 223  | 201  | 173  | 158  | 123  | 102  | 93   | 89   | 91   | 80   |
| Počet domů     | 31   | 32   | 32   | 33   | 35   | 38   | 40   | 45   | 42   | 35   | 34   | 36   | 51   | 50   | 52   |

## Obecní správa
Při sčítání lidu v letech 1850–1923 Níkovice byly osadou obce Dmýštice v okrese Milevsko. V letech 1924–1971 byly samostatnou obcí, se kterým patřily nejprve do okresu Milevsko, ale od roku 1960 v okrese Písek. Od 26. listopadu 1971 jsou částí obce Hrejkovice v okrese Písek, kdy se konaly obecní volby.

## Pamětihodnosti
- Výklenková Buzkova kaple se nachází zhruba kilometr od vesnice směrem k samotě Budák. Je to pouhé torzo kaple.[9]
- Kaple na návsi je zasvěcena Svaté Rodině a pochází z roku 1898. Obřad svěcení nové kaple proběhl 30. května 1898 za veliké účasti místních občanů, kteří se na stavbě kaple podíleli finanční spoluúčastí. Kaple byla rozhodnutím obce vystavena na oslavu padesátiletého jubilea panování císaře Františka Josefa I. Dříve na tomto místě stával pouze kříž.[10]
- Před kaplí se nachází kříž na vysokém kamenném podstavci. Na kulatém štítku kříže je tento nápis: Pochválen buď JEŽÍŠ KRISTUS
- Proti kapli se nachází kamenný pomník padlým v obou světových válkách. Jsou zde uvedena jména a umístěny podobenky padlých. Pomník připomíná místní rodáky, letce Jiřího Mareše (1916–1941) a Jana Vlka, který padl na barikádách za druhé světové války. Na pomníku je tento nápis: PAMÁTKA PADLÝM VOJÍNŮM VE SVĚTOVÉ 1914 VÁLCE 1918 A BOJOVNÍKŮM PROTI NACISMU 1939–1945 JIŘÍ MAREŠ LETEC ZEMŘ. 17. VII. 1941 PŘI NÁLETU NAD NĚMECKEM JAN VLK ZEMŘ. 8. V. 1945 NA BARIKÁDÁCH V PRAZE
- Kaple zvaná Hantákova se nachází severovýchodně od vesnice na vrchu Na Brdech.[11] Kaple je v současné době (2013) po celkové opravě a udržovaná.
- V sousedství této kapličky se nachází seskupení žulových balvanů, které mají tvar skalních misek, s různými odtokovými žlábky. Kameny mají různou velikost (délka až dva metry, šířka 0,8 metru) a jsou různých tvarů. Podle mělkých prohlubní a tvarů kamene, který připomíná pohovku, byl odvozen i název Čertova kanapíčka.
- Kříž zdobený rostlinnými motivy a na vysokém kamenném podstavci v ohrádce se nachází přímo ve vsi. Na kulatém štítku kříže je tento nápis: POCHVÁLEN BUĎ PÁN JEŽÍŠ KRISTUS
- Další kříž se nalézá u komunikace do vesnice ve směru od Kovářova.
- Samota Budák se nachází nedaleko od Níkovic, východním směrem k silnici 102 z Kovářova do Milevska. Jméno samoty je údajně odvozeno od slova bouda. Za třicetileté války zde býval v nějakých boudách vojenský lazaret. Později lidé, kteří se zde usadili pojmenovali tuto samotu Budárna. Na samotě je rybník s názvem Pokoj. I tento název souvisí s třicetiletou válkou. Měla se zde střetnout vojska soupeřících stran, ale než došlo k bitvě, byla válka ukončena. Místní lidé z radosti nad koncem válečných útrap a na znamení toho, že bude pokoj, pojmenovali tento rybník. O zajímavé místní osobnosti z této samoty se zmiňuje sběratel národních písní Čeněk Holas. Václav Vácha pocházel z Něžovic, jeho otec tam byl ovčákem. Po chalupě se mu říkalo Budák. Byl lidovým zpěvákem, o kterém se zmiňuje Holas. Přispíval do Holasovy sbírky písní, zpíval o muzikách, po hotelech, po poutích, po zábavách. Předpověděl si prý svou vlastní smrt. Zemřel roku 1918.
- Směrem k samotě Budák, se na okraji lesa, v ohrádce nalézá drobný kříž rodiny Němečkovy. Na zdobném obdélníkovém štítku kříže je uvedený nápis: „Na památku Františka NĚMEČKA rolník z Níkovic Raněn na Srbském bojišti a zemřel v Segedině v Uhrách 14/10 1914 stár 27 let. Budiž ti cizí země lehkou drahý manželi a tatíčku náš.“ Na masivním kamenném podstavci je umístěna poškozená oválná podobenka. Pata a horní část kříž je zdobena rostlinnými motivy. Nad podstavcem se nalézají dvě sochy světců.
- U stejné cesty se v poli nachází torzo kříže. Zachovaný je pouze kamenný podstavec s deskou, na které jsou vyobrazeni tři andělíčkové.

## Pověst
Pověst se vztahuje ke kamenům v místním lesíku, k Čertovým kanapíčkům. Podle pověstí, tady skutečně odpočíval čert po namáhavé práci, navzdory tvrzení, že čert nikdy nespí.

## Galerie

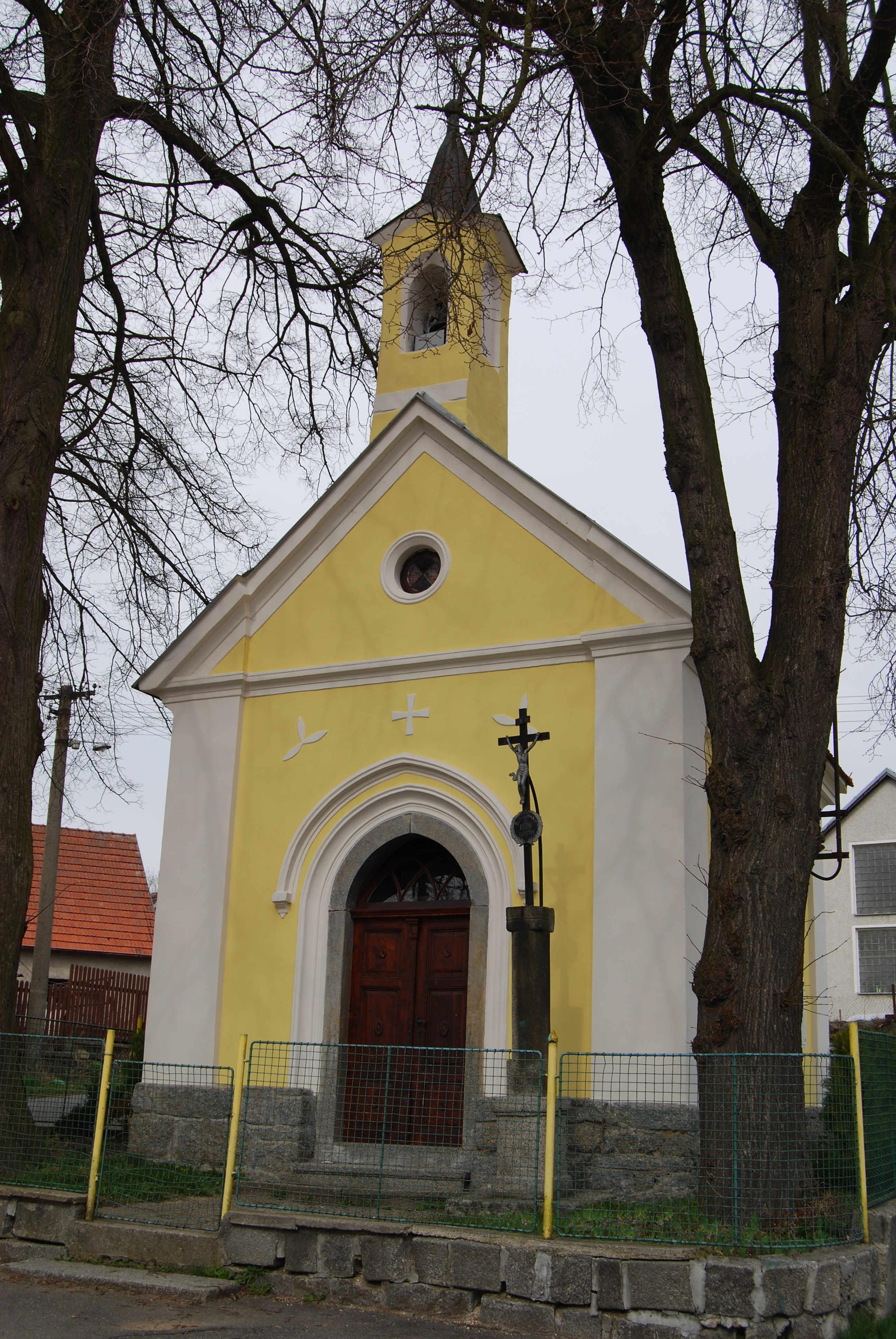
Návesní kaple
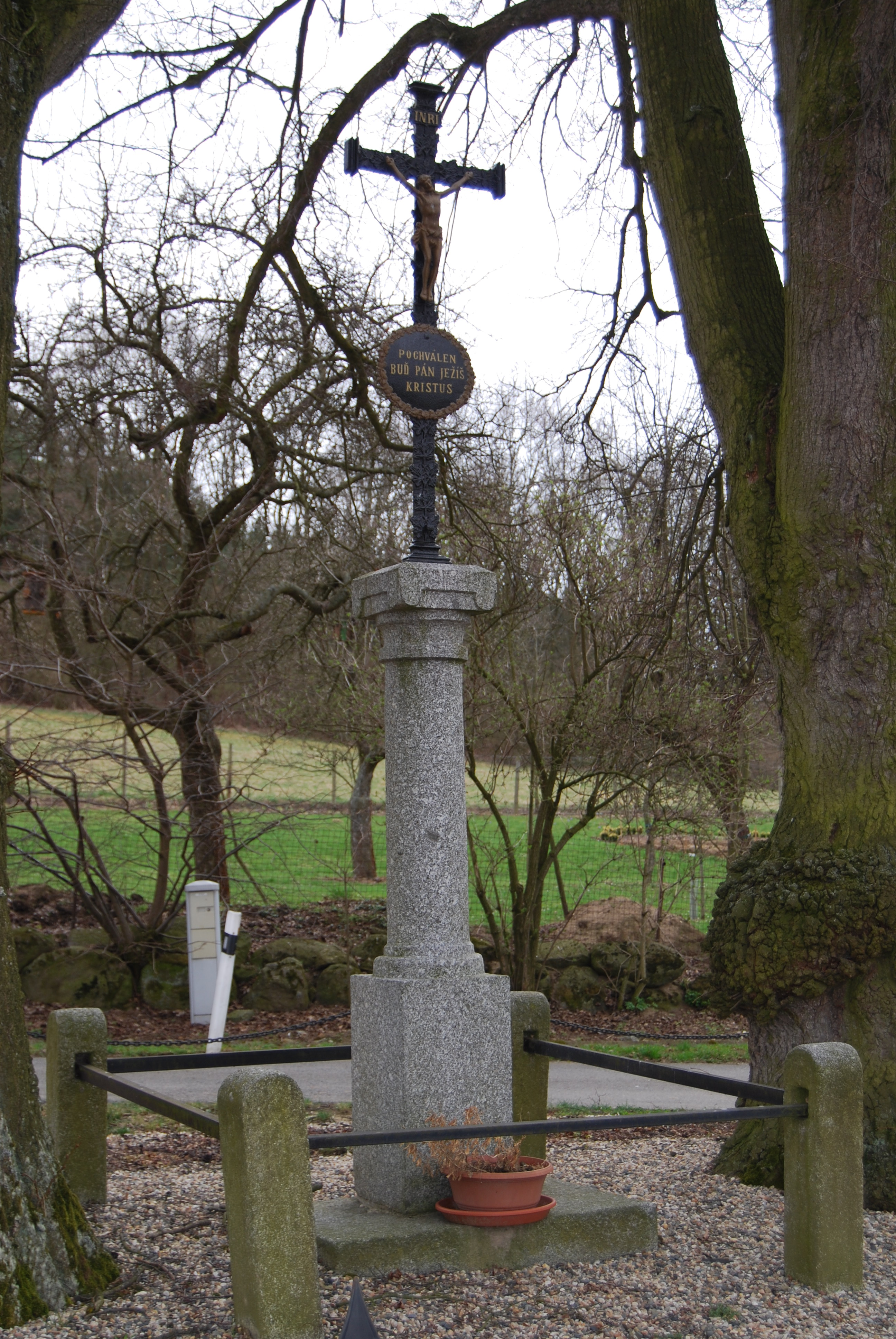
Kříž ve vsi
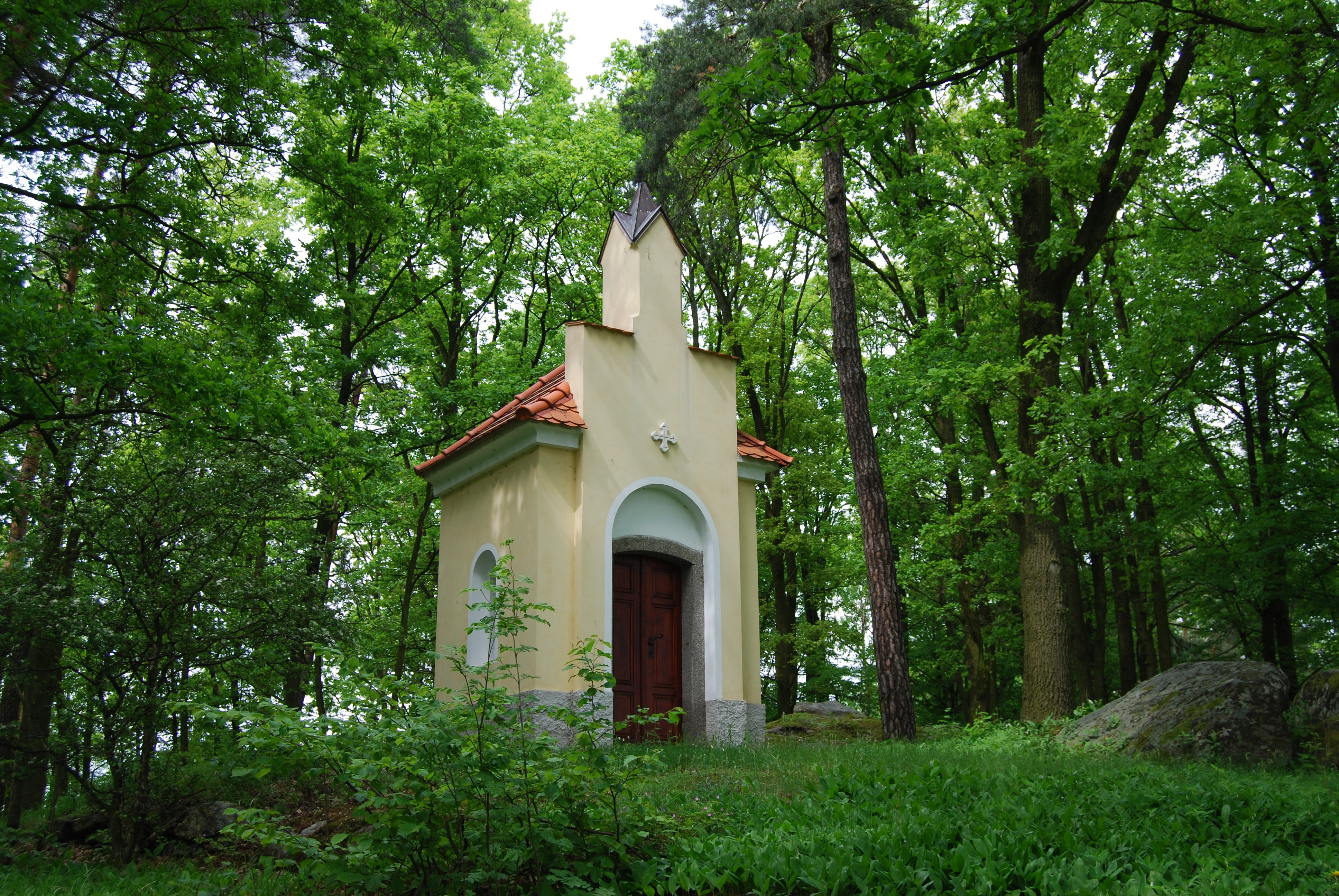
Hantákova kaple
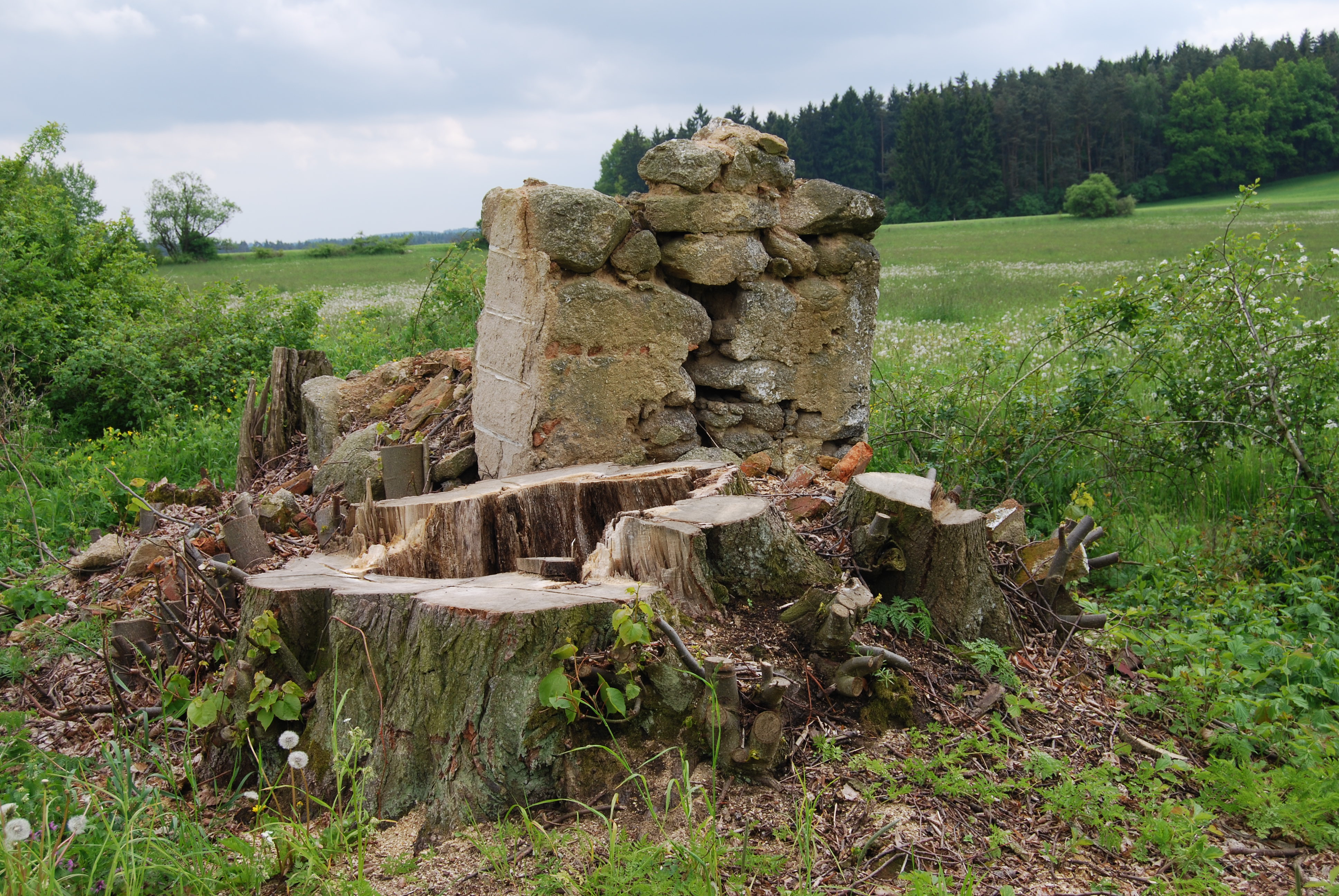
Torzo Buzkovy kaple
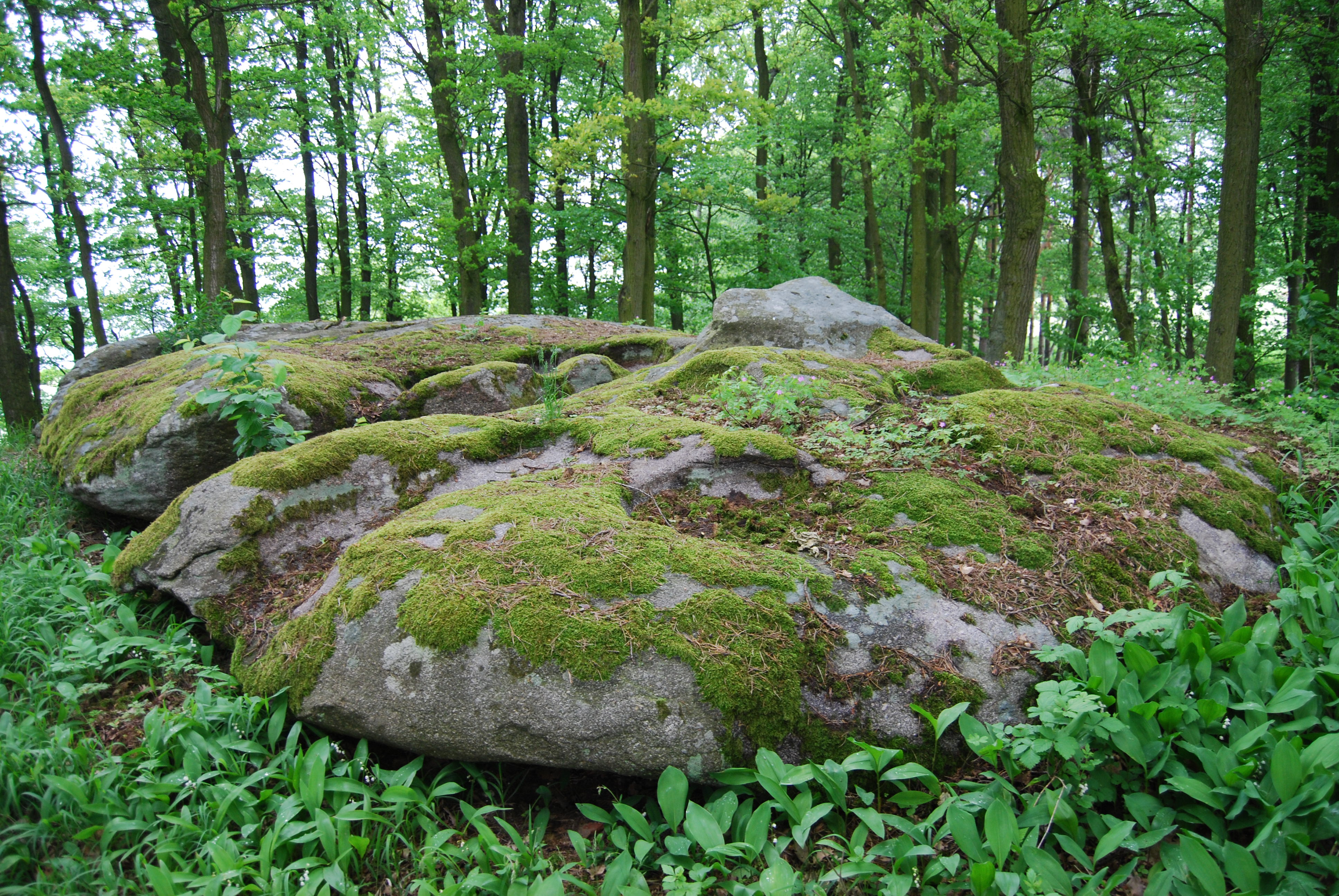
Čertova kanapíčka
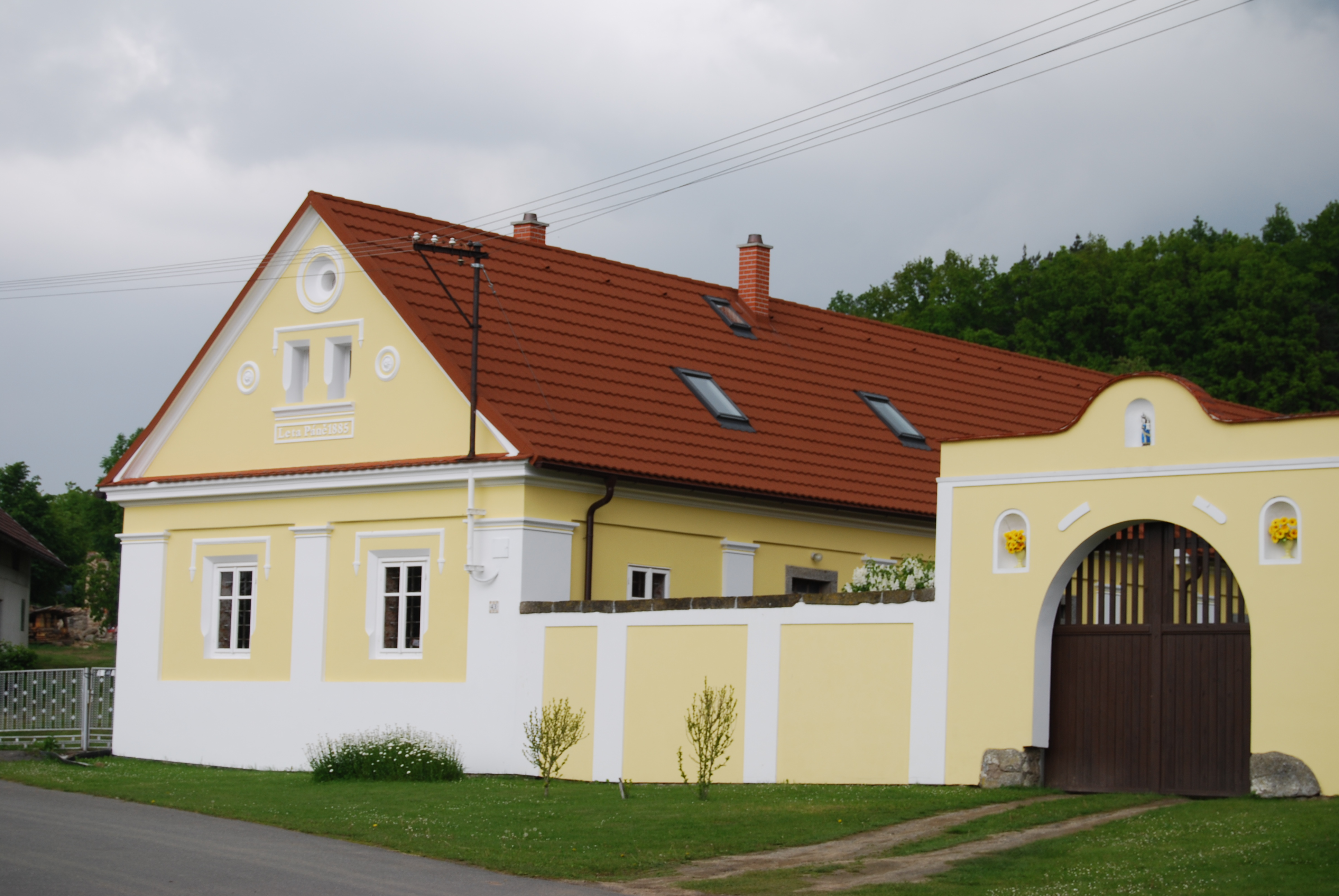
Usedlost ve vesnici